# Alois Vicherek
 Alois Vicherek , pseudonim wojskowy Josef Slezák (ur. 20 czerwca 1892 w Pietwałdzie; zm. 15 stycznia 1956 w Pradze) – czeski generał, pilot.

## Życiorys
W czasach I wojny światowej oficer Korpusu Czechosłowackiego w Rosji.
W latach 1924–27 studiował w Wyższej Szkole Lotnictwa Wojskowego w Paryżu. Potem pełnił różne funkcje dowódcze, np. zastępca dowódcy lotnictwa czechosłowackiego (1935-39). Od 1937 generał brygady.
W styczniu 1940 uciekł do Francji, gdzie był od marca do czerwca naczelnikiem wydziału lotniczego Czechosłowackiego Zarządu Wojskowego w Paryżu.
Po wyjeździe do Wielkiej Brytanii bezskutecznie próbował utworzyć  samodzielne czechosłowackie lotnictwo za granicą. W latach 1940–41 szef wydziału lotniczego w ministerstwie obrony narodowej na uchodźstwie i od 1941 pracownik Kancelarii Prezydenta Republiki Czechosłowackiej. Później prezes Czechosłowackiego Czerwonego Krzyża w Londynie (1943-45) oraz wiosną 1945 dowódca czechosłowackiego lotnictwa na terytorium wyzwolonym.
Od końca II wojny światowej dowódca czechosłowackiego lotnictwa przy Sztabie Głównym Wojska Czechosłowackiego (1945-50). Od 1945 generał dywizji, od 1948 generał korpusu.
Dojście komunistów do władzy oznaczało dla Vicherka wielką zmianę. Powoli był odsuwany od władzy, funkcja jego traciła znaczenie i w 1950 został usunięty z wojska. W latach następnych był ofiarą dyskryminacji politycznej.

## Odznaczenia
- Czechosłowacki Krzyż Wojenny 1914-1918 – trzykrotnie w 1920
- Czechosłowacki Krzyż Wojenny 1939 – 1940
- Czechosłowacki Medal Rewolucyjny – 1920
- Czechosłowacki Medal Zwycięstwa 1918 – 1920
- Czechosłowacki Medal za Odwagę w Obliczu Nieprzyjaciela – 1947
- Czechosłowacki Medal Wojskowy „Za Zasługi” I Stopnia – 1944
- Czechosłowacki Wojskowy Medal Pamiątkowy z okuciami F, VB i SSSR – 1945
- Bachmaczewski Medal Pamiątkowy – 1948
- Kawaler Orderu Legii Honorowej – 1923, Francja
- Komandor Orderu Korony Jugosłowiańskiej – 1936, Jugosławia
- Krzyż Komandorski Orderu Odrodzenia Polski – 1934, Polska
- Gwiazda 1939–1945 – 1945, Wielka Brytania
- Medal Wojny 1939–1945 – 1945, Wielka Brytania
- Medal Obrony – 1945, Wielka Brytania